# Tomáš Holeš
Tomáš Holeš (Nové Město na Moravě, 31 maart 1993) is een Tsjechisch voetballer die als verdedigende middenvelder speelt. Hij verruilde FK Jablonec in juli 2019 voor Slavia Praag. Holeš debuteerde in 2020 in het Tsjechisch voetbalelftal.

## Clubcarrière
Holeš speelde in de jeugd van FC Hradec Králové en debuteerde voor die club in 2012 in het profvoetbal. Bij de club speelde hij meer dan 120 wedstrijden op het middenveld. In 2017 werd hij verhuurd aan subtopper FK Jablonec, waarna deze club hem na een halfjaar ook definitief overnam. In juli 2019 transfereerde Holeš voor €1.600.000,- naar topclub Slavia Praag, waarmee hij in 2020 en 2021 kampioen werd.

## Interlandcarrière
Holeš speelde tien interlands voor Jong Tsjechië tussen 2012 en 2015. Op 7 september 2020 debuteerde Holeš voor het Tsjechisch voetbalelftal in een UEFA Nations Leaguewedstrijd tegen Schotland. Het Tsjechisch team werd geteisterd door een COVID-19-uitbraak en veel debutanten werden voor deze wedstrijd opgetrommeld. Holeš stond die dag in de basis, maar verloor met 1–2 van de Schotten. Daarna keerde de basisploeg weer terug en verdween Holeš even uit het zicht. Wel maakte hij op 7 oktober 2020 zijn eerste doelpunt voor de nationale ploeg, in een vriendschappelijke wedstrijd in en tegen Cyprus (1–2). In maart 2021 werd Holeš opnieuw opgeroepen voor de WK-kwalificatieduels. Later dat jaar werd hij door bondscoach Jaroslav Šilhavý meegenomen naar het uitgestelde EK 2020. Tsjechië reikte op het EK tot de kwartfinale en versloeg onder andere in de achtste finale Nederland mede door een doelpunt van Holeš. Holeš speelde alle wedstrijden van Tsjechië op het toernooi.
| Interlands van Tomáš Holeš voor Tsjechië | Interlands van Tomáš Holeš voor Tsjechië | Interlands van Tomáš Holeš voor Tsjechië | Interlands van Tomáš Holeš voor Tsjechië | Interlands van Tomáš Holeš voor Tsjechië | Interlands van Tomáš Holeš voor Tsjechië |
| No.                                      | Datum                                    | Wedstrijd                                | Uitslag                                  | Competitie                               | Bijz.                                    |
| Als speler van Slavia Praag              | Als speler van Slavia Praag              | Als speler van Slavia Praag              | Als speler van Slavia Praag              | Als speler van Slavia Praag              | Als speler van Slavia Praag              |
| ---------------------------------------- | ---------------------------------------- | ---------------------------------------- | ---------------------------------------- | ---------------------------------------- | ---------------------------------------- |
| 1                                        | 7 september 2020                         | Tsjechië – Schotland                     | 1 – 2                                    | UEFA Nations League                      |                                          |
| 2                                        | 7 oktober 2020                           | Cyprus – Tsjechië                        | 1 – 2                                    | Vriendschappelijk                        | Goal                                     |
| 3                                        | 11 oktober 2020                          | Israël – Tsjechië                        | 1 – 2                                    | UEFA Nations League                      |                                          |
| 4                                        | 11 november 2020                         | Duitsland – Tsjechië                     | 1 – 0                                    | Vriendschappelijk                        |                                          |
| 5                                        | 24 maart 2021                            | Estland – Tsjechië                       | 2 – 6                                    | WK 2022 kwalificatie                     |                                          |
| 6                                        | 27 maart 2021                            | Tsjechië – België                        | 1 – 1                                    | WK 2022 kwalificatie                     |                                          |
| 7                                        | 30 maart 2021                            | Wales – Tsjechië                         | 1 – 0                                    | WK 2022 kwalificatie                     |                                          |
| 8                                        | 8 juni 2021                              | Tsjechië – Albanië                       | 3 – 1                                    | Vriendschappelijk                        |                                          |
| 9                                        | 14 juni 2021                             | Schotland – Tsjechië                     | 0 – 2                                    | EK 2020 – Groepsfase                     |                                          |
| 10                                       | 18 juni 2021                             | Kroatië – Tsjechië                       | 1 – 1                                    | EK 2020 – Groepsfase                     |                                          |
| 11                                       | 22 juni 2021                             | Tsjechië – Engeland                      | 0 – 1                                    | EK 2020 – Groepsfase                     |                                          |
| 12                                       | 27 juni 2021                             | Nederland – Tsjechië                     | 0 – 2                                    | EK 2020 – Achtste finale                 | Goal                                     |
| 13                                       | 3 juli 2021                              | Tsjechië – Denemarken                    | 1 – 2                                    | EK 2020 – Kwartfinale                    |                                          |
| 14                                       | 2 september 2021                         | Tsjechië – Wit-Rusland                   | 1 – 0                                    | WK 2022 kwalificatie                     |                                          |
| 15                                       | 5 september 2021                         | België – Tsjechië                        | 3 – 0                                    | WK 2022 kwalificatie                     |                                          |
| 16                                       | 8 september 2021                         | Tsjechië – Oekraïne                      | 1 – 1                                    | Vriendschappelijk                        |                                          |
| 17                                       | 24 maart 2022                            | Zweden – Tsjechië                        | 1 – 0 n.v.                               | WK 2022 kwalificatieplay-off             |                                          |

## Erelijst
Slavia Praag
- Landskampioen

2019/20, 2020/21
- Beker van Tsjechië

2020/21